# 四宮車庫

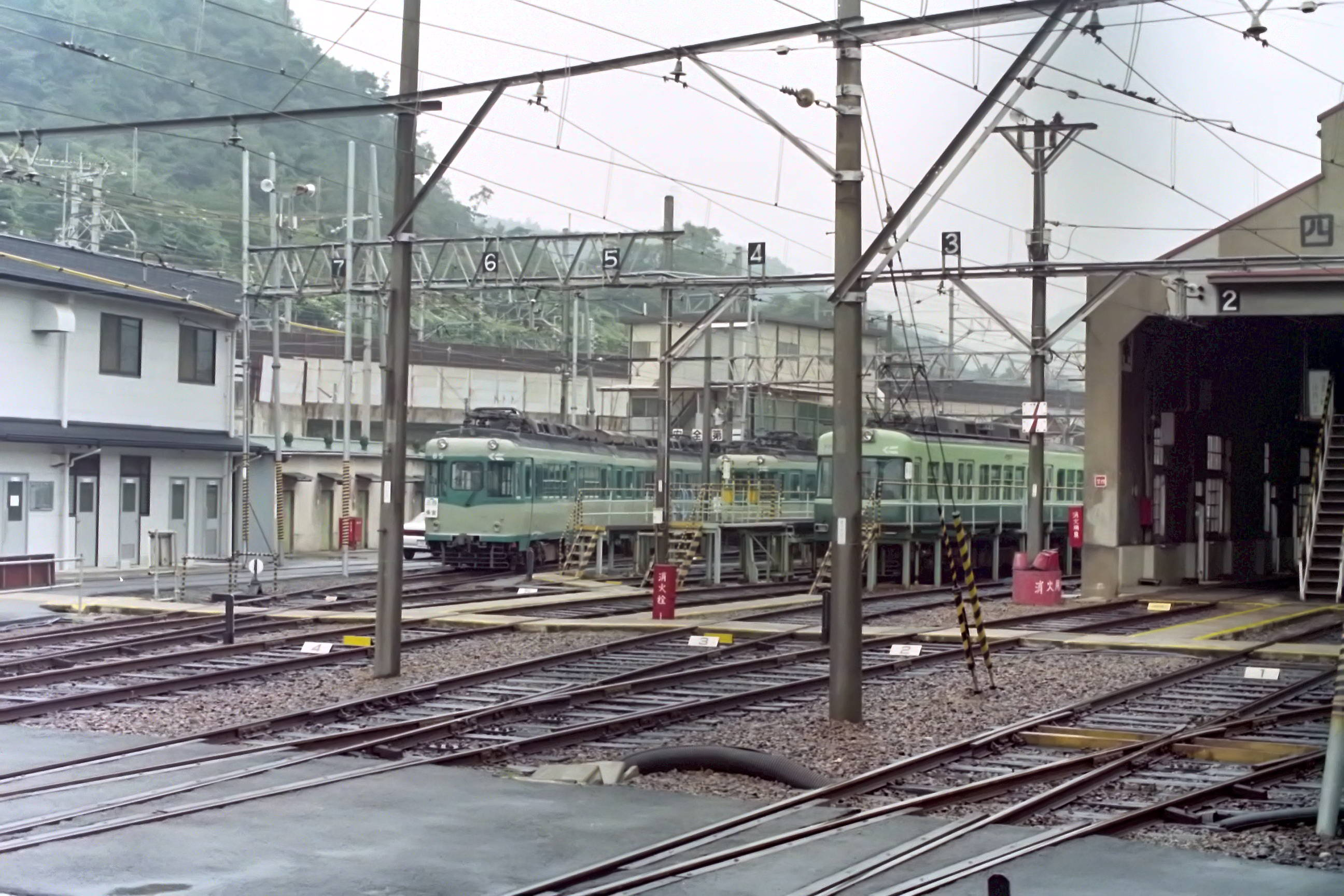
四宮車庫　1997年

四宮車庫（しのみやしゃこ）は、かつて京阪電気鉄道京津線の四宮駅の北側にあった車両基地。
京都市営地下鉄東西線御陵 - 京都市役所前間への直通運転開始後、四宮車庫が担っていた検車機能は錦織車庫に統合され、現在は4両編成の京津線800系を留置するだけの無人の留置線のみとなり、事実上検車機能が廃止された状態となっている。

## 歴史
- 1912年（大正元年）8月15日 - 京津電気軌道三条大橋 - 札ノ辻間の開業に伴い開設。
- 1925年（大正14年）2月1日 - 京津電気軌道が京阪電気鉄道と合併。同社京津線の車庫となる。
- 1943年（昭和18年）10月1日 - 京阪電気鉄道が阪神急行電鉄と合併し、京阪神急行電鉄が発足。同社京津線の車庫となる。
- 1949年（昭和24年）
  - 8月7日 - 午前4時頃に発生した車両を火元とする火災で入庫車両27両中22両を焼失。これを転機として京津線初の二両固定編成が組まれることになる。
  - 12月1日 - 京阪神急行電鉄からの分離・再発足により、再び京阪電気鉄道京津線の車庫となる。
- 1997年（平成9年） - 検車機能が錦織車庫（大津市）に統合される。
- 1998年（平成10年）4月13日 - 車庫の建物が解体され、留置線のみとなる。